# 切宁宫

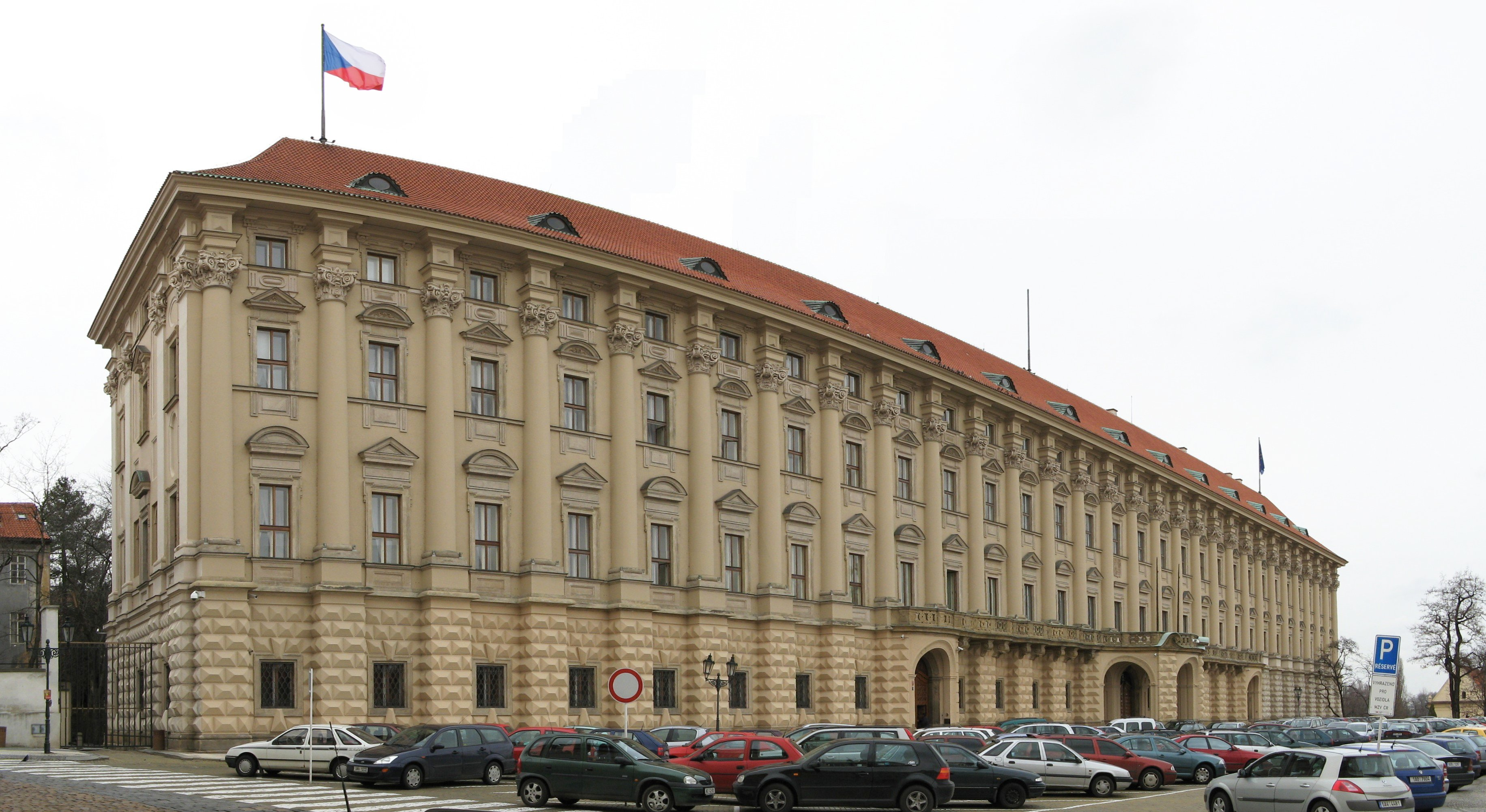
切宁宫

切宁宫（Černínský palác）是一座大型巴洛克建筑，位于布拉格城堡区的罗瑞塔广场，与罗瑞塔教堂相对。自1934年成为捷克斯洛伐克和捷克共和国的外交部。 

## 历史
切宁宫得名于奥地利外交官切宁伯爵。该建筑是布拉格市中心最大的巴洛克建筑物之一。它在18世纪40年代奥地利王位继承战争中被破坏，1757年又遭到普鲁士炮火的毁坏。在第二次世界大战期间，纳粹重建了切宁宫。